# Jagadish Chandra Bhattacharyya
Pour les articles homonymes, voir Bhattacharya.
Jagadish Chandra Bhattacharyya, aussi connu sous le nom de J. C. Bhattacharyya (1er septembre 1930 à Calcutta – 4 juin 2012 à New Delhi), est un professeur indien connu pour ses contributions dans des expériences d'astrophysique. Il est devenu le directeur de l'Institut Indien d'Astrophysique en 1982.

## Découvertes
En 1971, il a découvert une mince atmosphère autour de Ganymède, un satellite de Jupiter. Pour cela, il a utilisé le télescope optique au sol de Kavalur dans Tamil Nadu, en Inde. En 1977, il découvre un système d'anneaux étendu autour d'Uranus à l'aide lunaire d'une technique d'occultation lunaire. La mission Voyager a confirmé plus tard sa découverte.